# Erkan Bektaş
Erkan Bektaş (Ankara, 11 marzo 1972) è un attore e doppiatore turco, noto per aver interpretato il ruolo di Abdülkadir Keskin nella serie Terra amara (Bir Zamanlar Çukurova).

## Biografia
Nato nel 1972 ad Ankara (Turchia), Erkan Bektaş ha una sorella minore, Serap, e oltre alla recitazione si occupa anche di teatro e di doppiaggio. Ha completato l'istruzione primaria e secondaria ad Ankara e si è laureato in recitazione presso la facoltà di lingue, storia e geografia dell'Università di Ankara. Nel corso della sua carriera teatrale ha lavorato in diversi luoghi come il teatro Ercan Yazgan - Bülent Kayabaş, il teatro Tempo, il teatro Oyun Atölyesi, lo Studio Actors, il teatro Oyunevi e il teatro Seyirlik. Ha anche recitato in serie televisive, diretto e doppiato personaggi in film e serie televisive. Nel 2010 ha fondato il teatro Baykuş.
Nel 2003 ha doppiato nella serie in onda su Show TV Kurtlar Vadisi. L'anno successivo, nel 2004, ha recitato nel film televisivo Aci Kin diretto da Ahmet Sönmez. Nel 2005 e nel 2006 ha ricoperto il ruolo di Salih nella serie in onda su Kanal D Ihlamurlar Altında. Nel 2006 ha fatto il suo esordio al cinema con il ruolo di Gesham nel film Fay Grim diretto da Hal Hartley. Nello stesso anno ha preso parte al cast della serie in onda su Kanal D Esir Kalpler, nel ruolo di Ali Riza.
Nel 2007 e nel 2008 ha doppiato il personaggio di Murat Çobangil nella serie in onda su Samanyolu TV Tek Türkiye. Nel 2008 ha interpretato il ruolo di Haydar nel film Baska Semtin Çocuklari diretto da Aydin Bulut. Nel 2009 ha ricoperto il ruolo di Cemal nella serie in onda su Star TV Kül ve Ateş e quello dell'avvocato nella serie in onda su TRT 1 Bahar Dallari. Nello stesso anno ha preso parte al cast del film Bornova Bornova diretto da Inan Temelkuran, nel ruolo di Murat. Nel 2010 ha prestato la voce nella serie in onda su Samanyolu TV Şefkat Tepe.
Nel 2010 e nel 2011 ha ottenuto il ruolo di Yavuz Moran nella serie in onda su ATV Aşk ve Ceza. Nel 2011 ha ricoperto il ruolo di Tahsin nel film Kaledeki Yalnizlik diretto da Volga Sorgu e quello di Cezmi nel film Geriye Kalan diretto da Çigdem Vitrinel. Nello stesso anno ha preso parte al cast della serie storica in onda su Star TV Il secolo magnifico (Muhteşem Yüzyıl), nel ruolo di Kalender Çelebi e in quello della serie in onda su TRT 1 Leyla ile Mecnun, nel ruolo del capitano dell'astronave ed ha doppiato nella serie in onda su ATV Kızım Nerede? e nel film God's Faithful Servant: Barla diretto da Orhan Öztürk Esin. Nel 2011 e nel 2012 è entrato a far parte del cast della serie in onda su Star TV Tek Basimiza, nel ruolo di Emrullah. Nel 2012 ha ricoperto il ruolo di Kürsat nella serie in onda su TRT 1 Böyle Bitmesin. Nello stesso anno è apparso nella serie in onda su Star TV Ağır Roman Yeni Dünya.
Dal 2012 al 2014 ha ottenuto il ruolo di Mustafa nella serie in onda su ATV e Show TV Benim İçin Üzülme. Nel 2013 e nel 2014 è stato scritturato per interpretare il ruolo di Naser nella serie in onda su Show TV Adını Kalbime Yazdım e per quello di Yavuz nella serie in onda su Fox Umutsuz Ev Kadınları. Nel 2014 ha ricoperto il ruolo di Sacit nel film Sag Salim 2: Sil Bastan diretto da Ersoy Güler. Nello stesso anno è apparso nella serie in onda su ATV Yasak. Nel 2015 ha preso parte al cast della serie in onda su Star TV Serçe Sarayı, nel ruolo di Deli Mahir.
Dal 2016 al 2018 è stato scelto per interpretare il ruolo di Ateş nella serie in onda su ATV Eşkıya Dünyaya Hükümdar Olmaz. Nel 2017 ha recitato nel film televisivo in onda su TV8 Bir Kahramanin Rüyasi diretto da Aydin Bulut. L'anno successivo, nel 2018, ha ottenuto il ruolo di Timur Gür nella serie in onda su Star TV Börü - Wolf (Börü). Nello stesso anno ha recitato nel cortometraggio And Me diretto da Yaren Zara Berg.
Nel 2018 e nel 2019 ha interpretato il ruolo di Eyüp Taşkın nella serie in onda su Show TV Gülperi. Nel 2021 ha ricoperto il ruolo di Kemal nella serie in onda su ATV Akıncı. Nello stesso anno è stato incluso nel cast del film Akif diretto da Sadullah Sentürk, nel ruolo di Kuşçubaşı Eşref.
Nel 2021 e nel 2022 è stato scelto per interpretare il ruolo di Abdülkadir Keskin nella serie in onda su ATV Terra amara (Bir Zamanlar Çukurova), insieme agli attori Hilal Altınbilek, Kerem Alışık, Furkan Palalı, İbrahim Çelikkol, Sibel Taşçıoğlu, İlayda Çevik, Ergün Metin e Altan Gördüm. Nel 2022 ha ricoperto il ruolo del Sergente Bekir nel film Il festival dei cantastorie (Âşıklar Bayramı) diretto da Özcan Alper e quello di Hasan nel film Kar ve Ayi diretto da Selcen Ergun ed ha recitato nei film Bugday Tanesi diretto da Dogan Ümit Karaca e in Ali Çevlik diretto da Mahmut Baldemir.
Nel 2022 e nel 2023 ha ottenuto il ruolo di Habtor Bin Said nella serie in onda su Show TV Sipahi. Nel 2023 e nel 2024 ha interpretato il ruolo di Vural Bakırcıoğlu nella serie in onda su ATV Safir. Nel 2024 ha ricoperto il ruolo di Osman nel film Son Dilek diretto da Melek Öztürk ed è apparso nel film Hükümet Bey diretto da Fatih Yildirim. Nello stesso anno è entrato a far parte del cast della web serie di Prime Video Düğüm, seguita dal ruolo di İbrahim Bey nella serie Kuruluş Osman e da quello di Alaz Ahmet nella serie Kara Ağaç Destanı. Nel 2025 è apparso nella serie Sürgünler e ha ricoperto il ruolo di Halil nella serie La notte nel cuore (Siyah Kalp).

## Vita privata
È stato sposato con l'attrice Çiçek Acar, dalla quale ha avuto un figlio, Umut Acar Bektaş, nato nel 2009.

## Filmografia

### Attore

#### Cinema
- Fay Grim, regia di Hal Hartley (2006)
- Baska Semtin Çocuklari, regia di Aydin Bulut (2008)
- Bornova Bornova, regia di Inan Temelkuran (2009)
- Kaledeki Yalnizlik, regia di Volga Sorgu (2011)
- Geriye Kalan, regia di Çigdem Vitrinel (2011)
- Sag Salim 2: Sil Bastan, regia di Ersoy Güler (2014)
- Akif, regia di Sadullah Sentürk (2021)
- Il festival dei cantastorie (Âşıklar Bayramı), regia di Özcan Alper (2022)
- Kar ve Ayi, regia di Selcen Ergun (2022)
- Bugday Tanesi, regia di Dogan Ümit Karaca (2022)
- Ali Çevlik, regia di Mahmut Baldemir (2022)
- Son Dilek, regia di Melek Öztürk (2024)
- Hükümet Bey, regia di Fatih Yildirim (2024)

#### Televisione
- Aci Kin, regia di Ahmet Sönmez – film TV (2004)
- Ihlamurlar Altında – serie TV, 39 episodi (Kanal D, 2005-2006)
- Esir Kalpler – miniserie TV, 4 episodi (Kanal D, 2006)
- Kül ve Ateş – serie TV (Star TV, 2009)
- Bahar Dallari – serie TV (TRT 1, 2009)
- Aşk ve Ceza – serie TV, 39 episodi (ATV, 2010-2011)
- Leyla ile Mecnun – serie TV, 2 episodi (TRT 1, 2011)
- Il secolo magnifico (Muhteşem Yüzyıl) – serie TV, 1 episodio (Star TV, 2011)
- Tek Basimiza – serie TV, 8 episodi (Star TV, 2011-2012)
- Böyle Bitmesin – serie TV (TRT 1, 2012)
- Ağır Roman Yeni Dünya – serie TV, 10 episodi (Star TV, 2012)
- Benim İçin Üzülme – serie TV, 55 episodi (ATV, Show TV, 2012-2014)
- Adını Kalbime Yazdım – serie TV, 24 episodi (Show TV, 2013-2014)
- Umutsuz Ev Kadınları – serie TV, 40 episodi (Fox, 2013-2014)
- Yasak – serie TV, 1 episodio (ATV, 2014)
- Serçe Sarayı – serie TV, 13 episodi (Star TV, 2015)
- Eşkıya Dünyaya Hükümdar Olmaz – serie TV, 100 episodi (ATV, 2016-2018)
- Bir Kahramanin Rüyasi, regia di Aydin Bulut – film TV (TV8, 2017)
- Börü - Wolf (Börü) – serie TV, 2 episodi (Star TV, 2018)
- Gülperi – serie TV, 16 episodi (Show TV, 2018-2019)
- Akıncı – serie TV, 20 episodi (ATV, 2021)
- Terra amara (Bir Zamanlar Çukurova) – serie TV, 39 episodi (ATV, 2021-2022)
- Sipahi – serie TV, 8 episodi (Show TV, 2022-2023)
- Safir – serie TV, 26 episodi (ATV, 2023-2024)
- Düğüm – serie TV, 3 episodi (Prime Video, 2024)
- Kuruluş Osman – serie TV, 7 episodi (ATV, 2024)
- Kara Ağaç Destanı – serie TV, 11 episodi (TRT 1, 2024)
- Sürgünler – serie TV (tabii, 2025)
- La notte nel cuore (Siyah Kalp) – serie TV, 9 episodi (Show TV, 2025)

#### Cortometraggi
- And Me, regia di Yaren Zara Berg (2018)

### Doppiatore

#### Cinema
- God's Faithful Servant: Barla, regia di Orhan Öztürk Esin (2011)

#### Televisione
- Kurtlar Vadisi – serie TV, 3 episodi (Show TV, 2003)
- Tek Türkiye – serie TV, 24 episodi (Samanyolu TV, 2007-2008)
- Şefkat Tepe – serie TV (Samanyolu TV, 2010)
- Kızım Nerede? – serie TV, 2 episodi (ATV, 2011)

## Teatro
- Son Gülen İyi Gülermiş
- Kesme Şeker di Oyun Atölyesi (2002)
- Döne Döne di Werner Schwab, presso il teatro Oyunevi (2004)
- Azizname di Aziz Nesin, presso il teatro Seyirlik (2006)
- Gece O Kadar Kirliydi Ki İkisi De Kayboldular di Plinio Marcos, presso il teatro Baykuş (2010)
- Macbeth di William Shakespeare, presso il teatro Pangar (2012)

## Doppiatori italiani
Nelle versioni in italiano dei suoi film e delle sue serie TV, Erkan Bektaş è stato doppiato da:
- Stefano Thermes[54] in Terra amara,[55] ne La notte nel cuore[56]